# Ламе (Терамо)
Ламе (итал. Lame) је насеље у Италији у округу Терамо, региону Абруцо.
Према процени из 2011. у насељу је живело 12 становника. Насеље се налази на надморској висини од 900 м.